# نيكول آفريل
نيكول آفريل (بالفرنسية: Nicole Avril)‏ هي كاتبة سيناريو وكاتِبة فرنسية، ولدت في 15 أغسطس 1939 في رامبوييه في فرنسا.

## وصلات خارجية
- نيكول آفريل على موقع IMDb (الإنجليزية)